# Helmut Hauser (Fußballspieler)
Helmut Hauser (* 7. März 1941 in Schopfheim) ist ein ehemaliger deutscher Fußballspieler.

## Karriere
Hauser spielte in der Jugend und startete seine Aktivenlaufbahn bereits mit 17 Jahren beim SV Schopfheim im südbadischen Amateurfußball. Zur Saison 1964/65 wechselte er nach Basel. Beim FC Basel spielte er acht Jahre; die erste Saison unter Trainer Georges Sobotka und danach sieben Jahre unter Helmut Benthaus. Er wurde viermal Schweizer Meister und einmal Schweizer Cupsieger. Hauser hatte für Basel insgesamt 215 Einsätzen und erzielte dabei 107 Tore. Im ersten Jahr unter Spielertrainer Benthaus, 1965/66, belegten Hauser und Kollegen den sechsten Rang. In der Saison 1966/67 konnte Offensivspieler Hauser die erste Schweizer Meisterschaft erringen. Basel rangierte am Rundenende je einen Punkt vor dem FC Zürich und dem FC Lugano. Zum Titelgewinn hatten auch die Neuzugänge Toni Schnyder und Peter Wenger beigetragen. Mittelstürmer Hauser profitierte von dem guten Mittelfeld um Benthaus, Karl Odermatt und Schnyder. Durch den Cuperfolg gegen Lausanne gelang in dieser Saison das Double.
Hauser erzielte im Schweizer Cupfinal am 15. Mai 1967 im Stadion Wankdorf den entscheidenden Treffer. Der damalige Gegner hieß Lausanne-Sports. Dieses Spiel ging wegen des Sitzstreiks in die Fußballgeschichte ein. In der 88. Minute pfiff der Schiedsrichter Karl Göppel beim Stand von 1:1 einen umstrittenen Penalty zu Gunsten der Basler. (Grobéty hatte Hauser leicht in den Rücken gestoßen, worauf sich dieser theatralisch fallen ließ.) Nach dem 2:1 für Basel weigerten sich die Waadtländer, das Spiel wieder aufzunehmen, und setzten sich demonstrativ auf den Rasen. Der Schiedsrichter musste das Spiel abbrechen, Basel gewann 3:0 forfait.
Die Titelverteidigung gelang 1967/68 mit dem fünften Rang nicht. Mit dem Neuzugang Jürgen Sundermann glückte 1968/69 aber der zweite Meisterschaftsgewinn. Jetzt mit einem Punkt Vorsprung vor Lausanne-Sports. Sundermann, Benthaus und Odermatt bildeten im Mittelfeld eine herausragende Achse, die in dieser Besetzung in der Schweiz kaum zu überbieten war. Die Titelverteidigung machte der FCB mit einem 5:0-Auswärtserfolg am 30. Mai 1970 in Wettingen klar. Mittelstürmer Hauser (2), Balmer, Ramseier und Benthaus zeichneten sich als Torschützen aus. Bruno Michaud bestritt an diesem Abend sein letztes Nationalligaspiel. Auch 1969/70 betrug der Vorsprung vor Vizemeister Lausanne-Sports ein Punkt. Den Hattrick der Rot-Blauen verhinderte am 8. Juni 1971 im Berner Wankdorf eine 3:4-Niederlage nach Verlängerung im Entscheidungsspiel um die Meisterschaft gegen Grasshopper Club Zürich. Hauser hatte mit seinem Tor zum 1:0-Erfolg am Rundenschlusstag in Sion die Elf von Spielertrainer Benthaus in das Entscheidungsspiel gebracht.
In der Saison 1971/72 spielte Hauser, der sich in seiner Glanzzeit durch spektakuläre Fallrückzieher und Direktabnahmen auszeichnete, nur noch in der Reserve. Jetzt stürmten beim FCB der junge Ottmar Hitzfeld und Routinier Rolf Blättler. 1972 erfolgte dann der Wechsel zum FC Aarau, für den er noch bis 1977 in der Nationalliga B aktiv war, ehe er die Karriere bei seinem Heimatverein in Schopfheim ausklingen ließ.
Im Europapokal der Landesmeister hatte Hauser in den Spielen gegen Hvidovre IF Kopenhagen (1:2/3:3) im Wettbewerb 1967/68 zwei Tore erzielt. In den Spielen 1969/70 gegen Celtic Glasgow (0:0/0:2) und 1970/71 gegen Spartak Moskau (2:3/2:1) und gegen Ajax Amsterdam (0:3/1:2) mit deren Offensivstars Johan Cruyff und Piet Keizer, konnte er dagegen keinen Treffer erzielen.
Sohn Thomas hat die fußballerische Tradition fortgesetzt und auch eine Karriere auf höchstem Niveau gestaltet.

## Titel und Erfolge
- Schweizer Meister: 1967, 1969, 1970, 1972
- Schweizer Cupsieger: 1967
- Alpenpokalsieger: 1969, 1970